# Arnaud Burille
Arnaud Burille (* 11. August 1988 in Sallanches) ist ein ehemaliger französischer Freestyle-Skier. Er war auf die Disziplinen Moguls und Dual Moguls (Buckelpiste) spezialisiert.

## Werdegang
Burille, der für den C.S. Megève startete, belegte bei den Juniorenweltmeisterschaften 2007 in Airolo den 17. Platz im Dual Moguls sowie den 15. Rang im Moguls und nahm im Dezember 2007 in Tignes erstmals am Freestyle-Skiing-Weltcup teil, wobei er den 20. Platz im Moguls errang. In der Saison 2009/10 erreichte er in der Sierra Nevada mit dem sechsten Platz im Moguls seine erste Top-Zehn-Platzierung im Weltcup. Dies war zugleich seine beste Platzierung im Weltcup und errang zum Saisonende mit dem 20. Platz sein bestes Gesamtergebnis. Beim Saisonhöhepunkt, den Olympischen Winterspielen 2010 in Vancouver, kam er auf den 22. Platz im Moguls. In der Saison 2011/12 siegte er dreimal im Europacup und wurde damit Zweiter in der Moguls-Disziplinenwertung. In der folgenden Saison, die er auf dem 31. Platz im Moguls-Weltcup beendete, kam er im Weltcup in Sotschi mit dem achten Platz im Moguls nochmals unter den ersten Zehn und belegte bei den Weltmeisterschaften 2013 in Voss den 49. Platz im Moguls sowie den 26. Rang im Dual Moguls. Seinen 45. und damit letzten Weltcup absolvierte er im Januar 2014 in Lake Placid, welchen er auf dem 15. Platz im Moguls beendete.

## Erfolge

### Olympische Spiele
- 2010 Vancouver: 22. Platz Moguls

### Weltmeisterschaften
- 2013 Voss: 26. Platz Dual Moguls, 49. Platz Moguls

### Weltcupwertungen
| Saison  | Gesamt | Gesamt | Moguls | Moguls |
| Saison  | Platz  | Punkte | Platz  | Punkte |
| ------- | ------ | ------ | ------ | ------ |
| 2007/08 | 98.    | 8      | 31.    | 75     |
| 2008/09 | 129.   | 4      | 34.    | 39     |
| 2009/10 | 62.    | 12     | 20.    | 119    |
| 2011/12 | 230.   | 1      | 52.    | 12     |
| 2012/13 | 149.   | 6      | 31.    | 76     |
| 2013/14 | 249.   | 1      | 47.    | 16     |

### Europacup
- 3 Siege
- Saison 2011/12: 2. Platz Moguls-Disziplinenwertung

### Juniorenweltmeisterschaften
- 2007 Airolo: 15. Platz Moguls, 17. Platz Dual Moguls